# NGC 2706
NGC 2706 ist eine Spiralgalaxie vom Hubble-Typ Sbc im Sternbild Hydra südlich des Himmelsäquators. Sie ist schätzungsweise 66 Millionen Lichtjahre von der Milchstraße entfernt und hat einen Durchmesser von etwa 35.000 Lj. 

Im selben Himmelsareal befinden sich u. a. die Galaxien NGC 2697, NGC 2698, NGC 2699, NGC 2709.
Das Objekt wurde am 27. Februar 1886 von Lewis Swift entdeckt.